# Apnea del llanto
La apnea del llanto se da comúnmente en niños sanos de 6 seis meses que, tras llorar de forma sollozante y presentando movimientos respiratorios bruscos, entran interrupciones con su respiración, hasta obtener un color azul en su cara para, en ocasiones, quedarse inmóvil para posteriormente caer por el desmayo. Sin embargo, esto no es perjudicial para la salud ya que dura unos pocos segundos hasta que el niño recupera la consciencia y su respiración habitual.
No se asocia con ninguna enfermedad y no hay un riesgo en el que el niño lo haga. Para que el episodio pase se suele intentar tranquilizar al niño y guardando la calma, se lo coloca en el suelo y se lo mueve para un costado.
Las causas comunes son por un incesante llanto, dolor, sorpresa o frustración que sigue de una apnea involuntaria, tras este suceso no se debe intentar detener el espasmo, ya que el niño se recuperará luego de poco tiempo.

## Formas de la apnea del llanto
La forma cianótica o azul es la más frecuente y su característica principal es que, ante la frustración del niño causados por ira o rabia y un llanto duradero y entrecortado, la cara y el tronco cambian a un color azul, causando una pérdida de conciencia por la falta de espiración. Suelen presentarse convulsiones. Después del episodio, que dura unos pocos segundos, se recupera la tonalidad de piel y se normaliza la respiración para posteriormente recuperar poco a poco la conciencia. No hay ningún peligro a largo plazo causado por la forma cianótica.
La forma pálida o sincopal se da por el dolor causado por algún traumatismo leve; tras el grito del niño por dicho dolor, tiende a obtener una tonalidad pálida para después perder la conciencia. Esta crisis provoca que el ritmo cardíaco sea muy lento, sin embargo, después de la crisis, todo el cuerpo vuelve a la normalidad. Una de las consecuencias es que habrán ciertos síntomas similares a algunos trastornos del corazón, por lo que se debe llevar al niño con un médico para evitar problemas a largo plazo.